# 雑賀崎村
雑賀崎村（さいかざきむら）は、和歌山県海草郡にあった村。旧・海部郡

## 概要
- 1889年（明治22年）4月1日 - 明治大合併により、海部郡雑賀崎村が成立。
- 1896年（明治29年）4月1日 - 郡の統合により海部郡と名草郡が合併して海草郡となる[1]。
- 1933年（昭和8年）6月1日 - 市町村合併により、和歌山市に編入。